# Жемыславль (усадьба)
Усадьба Умястовских — памятник усадебно-парковой архитектуры XIX века, расположенный в деревне Жемыславль, Республика Беларусь. Дворец выстроен в 1877 году в стиле неоклассицизм, помимо в него в усадебный комплекс входит несколько других построек разной степени сохранности и остатки парка. Усадьба включена в Государственный список историко-культурных ценностей Республики Беларусь. Усадьба стоит на берегу реки Гавья, с реки открывается живописный вид на дворец.

## История

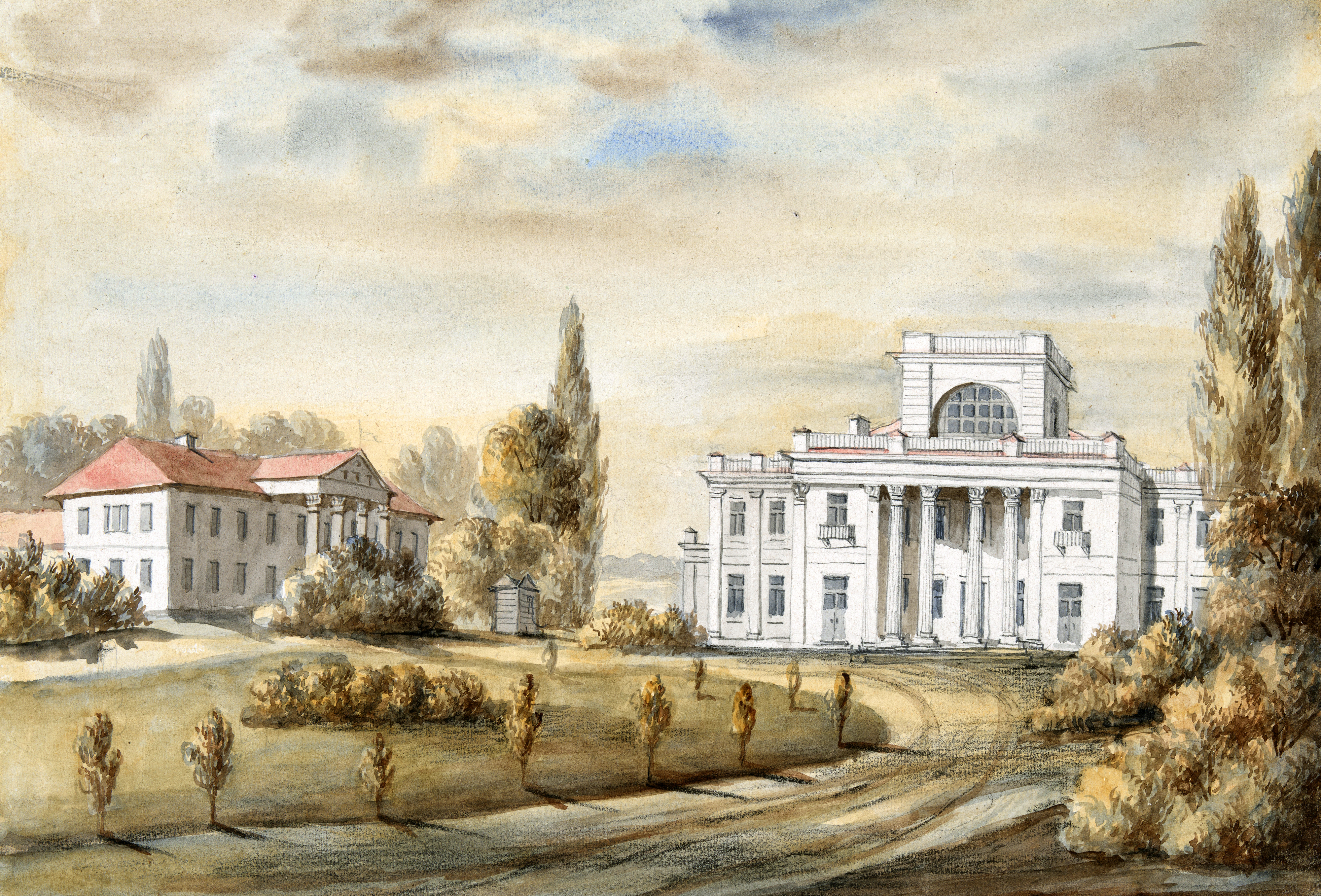
Н. Орда. Усадьба в Жемыславле в 1875 году

В 1807 году имение Жемыславль приобрёл Якуб Умястовский, на протяжении XIX века род Умястовских вёл в Жемыславле строительство усадьбы. Сын Якуба Казимир в 1828 году по сторонам деревянного усадебного дома построил два кирпичных флигеля с колонными портиками в стиле классицизм, амбар-ледник, оранжерею и манеж (оранжерея и манеж не сохранились). Его жена Юзефа построила дворец (1877 год), архитектура которого является подражанием Лазенковскому дворцу в Варшаве. В 1885 году при дворце была построена винокурня. В конце XIX века сын Казимира и Юзефы Владислав Умястовский отдал свою родовую усадьбу под научную базу Виленского университета. Во время первой мировой войны Жемыславль был оккупирован кайзеровской армией, немцы здесь открыли санаторий для раненых солдат и офицеров. В советское время во дворце располагалось правление колхоза.

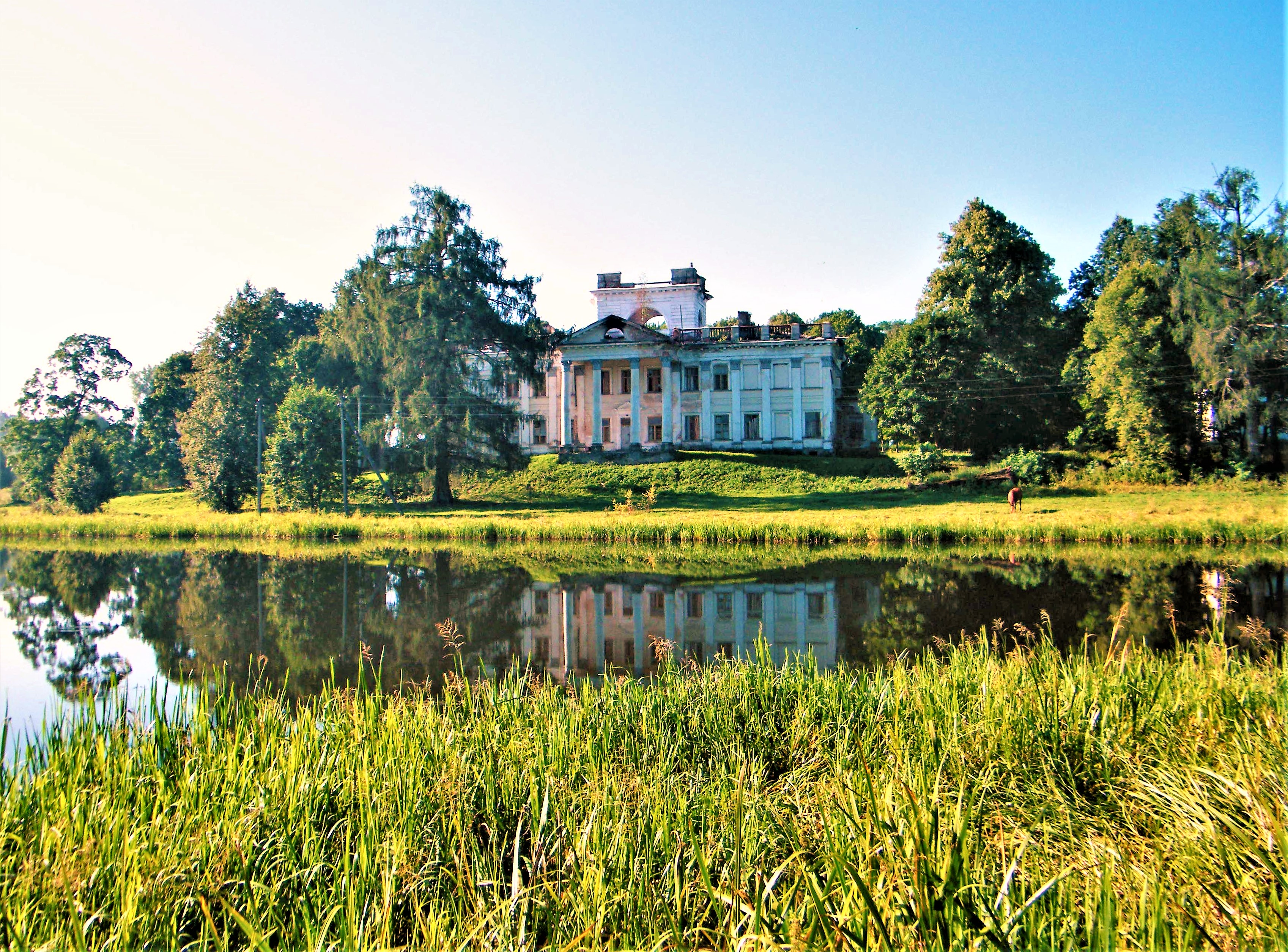
Вид на дворец от реки Гавьи

## Настоящее время
Здание дворца пребывает в заброшенном, аварийном состоянии, попытка привлечь инвестора для восстановления усадьбы не увенчалась успехом. В 2012 году в здании произошёл пожар, также причинивший зданию ущерб. Здание амбара-ледника переоборудовано под офисное здание и отреставрировано. С 2017 года усадьба находится в частном владении, и вход на территорию осуществляется только с разрешения работников на территории. Подходить к усадьбе запрещается, т.к. состояние ее можно считать крайне аварийным. Новые хозяева усадьбы планируют полную реконструкцию.

## Состав усадьбы
- Дворец, до 1877 года
- Амбар-ледник (1828?)
- Амбар, нач. XIX в.
- Винокурня, 1885 год
- Флигель левый, 1828 год
- Флигель правый XIX век[5]

## Архитектура
Дворец построен по аналогии с Лазенковским дворцом в Варшаве, вероятно по проекту архитектора Леонарда Маркони. Т-образное в плане двухэтажное здание строго симметричной композиции завершено массивным кубическим бельведером с широкими арочными витражами. В центре главного фасада находится прямоугольный ризалит с лоджией, в центре дворового — четырёхколонный портик. По бокам лоджии главного фасада прямоугольные входные проёмы с балконами над ними. С торцевых сторон выступают низкие пристройки с открытыми террасами. В решении фасадов использованы колонны коринфского ордера.
Интерьер дворца не сохранился.

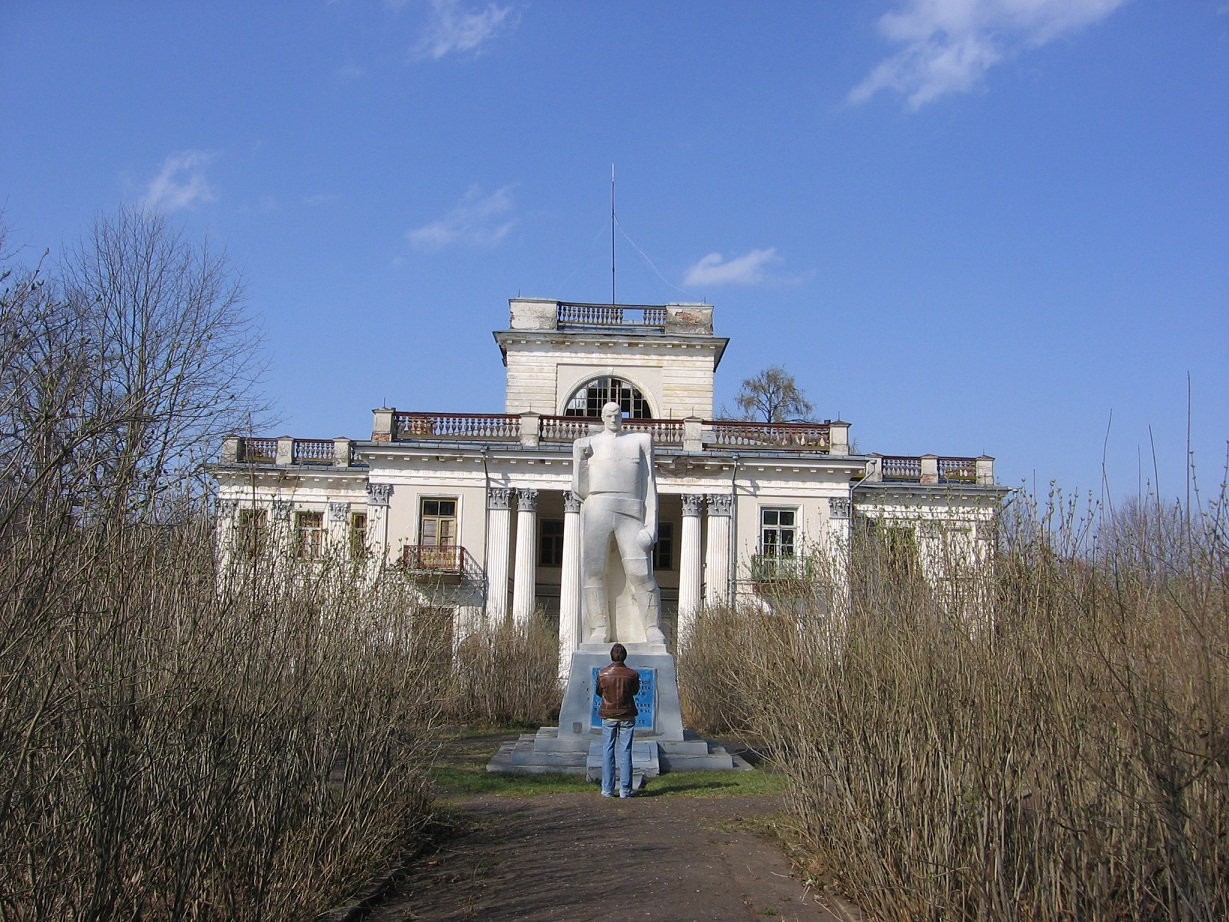
Вид дворца со стороны дворового фасада

Дворец окружает частично сохранившийся парк пейзажного типа, который был создан в 1883 году по проекту французского садовника Джеймса, приглашённого из имения Тышкевичей в Верках. Площадь парка 7 гектар, он поделён рекой Гавьей на две части.